# Mike Ridley
Michael Owen Guy „Mike“ Ridley (* 8. Juli 1963 in Winnipeg, Manitoba) ist ein ehemaliger kanadischer Eishockeyspieler, der während seiner aktiven Karriere zwischen 1983 und 1997 unter anderem 970 Spiele für die New York Rangers, Washington Capitals, Toronto Maple Leafs und Vancouver Canucks in der National Hockey League auf der Position des Centers absolviert hat.

## Karriere
Ridley spielte während seiner Juniorenzeit erfolgreich für die St. Boniface Saints in der Manitoba Junior Hockey League und anschließend an der University of Manitoba in der Canadian Interuniversity Athletics Union, wo er zwischen 1983 und 1985 zahlreiche Auszeichnungen erhielt. Ungedraftet wurde er im Sommer 1985 von den New York Rangers aus der National Hockey League unter Vertrag genommen. Gleich in seiner Rookiesaison überzeugte der Stürmer mit 65 Scorerpunkten in 80 Spielen. Dies bescherte ihm am Saisonende die Wahl ins NHL All-Rookie Team. Auch in der folgenden Spielzeit war Ridley ein konstanter Punktesammler und erreichte bis zum Jahreswechsel 1986/87 36 Punkte in 38 Spielen. Dennoch trennten sich die Rangers von ihrem Angreifer, als er mit Bob Crawford und Kelly Miller für Bobby Carpenter sowie ein Zweitrunden-Wahlrecht im NHL Entry Draft 1989 an die Washington Capitals abgegeben wurde.
Beim Hauptstadtklub verbrachte Ridley achteinhalb erfolgreiche Jahre. Sein persönlich erfolgreichstes war das Spieljahr 1988/89, in dem ihm in 80 Spielen 89 Scorerpunkte gelangen. Damit war er bester Scorer der Capitals. Zudem wurde er zum NHL All-Star Game eingeladen. Vor der Saison 1994/95 war Ridley erneut Teil eines Tauschgeschäfts. Gemeinsam mit einem Erstrunden-Wahlrecht im NHL Entry Draft 1994 wechselte er im Tausch für Rob Pearson und ein Erstrunden-Wahlrecht im selben Draft zu den Toronto Maple Leafs. Nach der durch den Lockout verkürzten Spielzeit trennten sich die Maple Leafs aber wieder von Ridley und tauschten ihn gegen Sergio Momesso von den Vancouver Canucks ein.
Bei den Canucks ereilte Ridley das Verletzungspech und er fiel große Teile der Saison 1995/96 aus. Zwar konnte er in der folgenden Spielzeit noch einmal mit 52 Scorerpunkten eine beachtliche Marke erreichen, aufgrund anhaltender Problem beendete er seine Karriere aber kurz nach Beginn der Saison 1997/98 bei den Manitoba Moose in der International Hockey League.

## Erfolge und Auszeichnungen
| - 1984 CIAU All-Canadian Team - 1984 CIAU First All-Star Team - 1984 CIAU Most Valuable Player - 1984 CIAU Player of the Year | - 1985 CIAU All-Canadian Team - 1985 CIAU Player of the Year - 1986 NHL All-Rookie Team - 1989 Teilnahme am NHL All-Star Game |

## Karrierestatistik
(Legende zur Spielerstatistik: Sp oder GP = absolvierte Spiele; T oder G = erzielte Tore; V oder A = erzielte Assists; Pkt oder Pts = erzielte Scorerpunkte; SM oder PIM = erhaltene Strafminuten; +/− = Plus/Minus-Bilanz; PP = erzielte Überzahltore; SH = erzielte Unterzahltore; GW = erzielte Siegtore; 1 Play-downs/Relegation; Kursiv: Statistik nicht vollständig)